# Louis Bonaparte
Louis Napoléon Bonaparte, rege al Țărilor de Jos, Conte de Saint-Leu (neerlandeză Lodewijk Napoleon), (n. 2 septembrie 1778, Ajaccio, Corsica, Franța – d. 25 iulie 1846, Livorno, Marele Ducat de Toscana) a fost al cincilea copil supraviețuitor al lui Carlo Buonaparte și Letizia Ramolino. Fratele său mai mare a fost împăratul Napoleon I al Franței iar fiul său mai mic a fost Napoleon al III-lea al Franței.
1. ↑  RKDartists, accesat în 30 iunie 2020
2. 1 2 3  RKDartists, accesat în 6 septembrie 2022